# Džagfar tarihi
Džagfar tarihi (tatarsko: Җәгъфәр тарихы ali Cäğfär Taríxı, v prevodu Zgodovina Džagfarja) je sporno besedilo v ruskem jeziku, ki naj bi bilo delen prevod zgodnjih zgodovinskih gradiv o Prabolgarih, Hazarih in drugih evrazijskih nomadskih ljudstvih, ki so jih v 17. stoletju zbrali Volški Prabolgari.

## Zgodovina
Sporno besedilo je objavil Fargat Nurutdinov, ki trdi, da je Džagfar tarihi v sedanji obliki napisal Baxşi İman, tajnik voditelja gibanja za osvoboditev Volških Prabolgarov Džagfarja.   Nurutdinov trdi tudi to, da je bil izvirnik napisan v prabolgarski turščini, ki se tukaj enači z jezikom Volških Tatarov,  in arabski pisavi. Besedilo je v poznih 1930. letih v ruščino prevedel Nurutdinovov stric  I.M.K. Nigmatullin, ki se je bal, da bo mu bo v kampanji plenjenja in uničevanja prabolgarskih dokumentov, napisanih v arabici, besedilo zasegel NKVD. Rokopis s tatarskim besedilom so uničili agenti NKVD. Nigmatullin je bil v II. svetovni vojni ubit, prevod pa je obvarovala njegova mati in ga leta 1976 izročila vnuku Nurutdinovu. Nurutdinovu je uspelo prepisati dele prevoda, izvirnik prevoda pa so v 1980. letih iz očetove  podeželske hiše ukradli neznani storilci. Nurutdinov je zatem objavil preostalo besedilo.

## Vsebina
Besedilo omenja številne osebe in zgodovinske dogodke, ki niso potrjeni z drugimi viri. Besedilo na primer omenja Halga in Kabana, hazarska vladarja iz 7. stoletja,  ki se ne pojavljata niti v al-Tabarijevih delih niti v Schechterjevem dokumentu, Hazarski korespondenci in drugih razpoložljivih dokumentih.
Večina znanstvenikov je prepričana, da je delo mešanica znanih resničnih dogodkov in popolnih  izmišljotin. Kritiki besedila trdijo, da je bil ponaredek napisan predvsem zato, da bi vzpodbudil nacionalno zavest Volških Tatarov s promoviranjem ideje, da so stara avtohtona etnična skupina, popolnoma različna od Krimskih in drugih skupin Tatarov. Nekateri celo špekulirajo, da je bilo besedilo napisano na zahtevo NKVD, da bi turške etnične skupine razdelil v nasprotne tabore.